# Кендзо Танге (филм)
„Кендзо Танге“, срещан и като „Кензо Танге“, е български телевизионен документален филм от 1982 година на режисьора Христо Христов по сценарий на журналиста Тома Томов.
Посветен е на едноименния световноизвестен японски архитект Кендзо Танге. Сниман е в Япония. Завършен е през 1981 г., пуснат е през 1982 г.
За филма Т. Томов взема златен медал и Голямата награда на Световното архитектурно биенале през 1982 г..